# トニー・ウォルターズ
- トニー・ウォータース

アンソニー・ジョン・ウォルターズ（Anthony John Wolters, 1992年6月9日 - ）は、アメリカ合衆国カリフォルニア州サンディエゴ郡ビスタ出身の元プロ野球選手（捕手）。右投左打。

## 経歴

### プロ入りとインディアンス傘下時代
2010年のMLBドラフト3巡目（全体87位）でクリーブランド・インディアンスから指名され、プロ入り。当時のポジションは遊撃手だった。契約後、傘下のルーキー級アリゾナリーグ・インディアンスでプロデビュー。5試合に出場して打率.211、3打点、2盗塁を記録した。
2011年はA-級マホーニングバレー・スクラッパーズでプレーし、69試合に出場して打率.292、1本塁打、20打点、19盗塁を記録した。
2012年はA+級カロライナ・マドキャッツでプレーし、125試合に出場して打率.260、8本塁打、58打点、8盗塁を記録した。
2013年より捕手に転向。この年もA+級カロライナでプレーし、80試合に出場して打率.277、3本塁打、33打点、3盗塁を記録した。オフにはアリゾナ・フォールリーグに参加し、サプライズ・サグアロスに所属した。
2014年はAA級アクロン・ラバーダックスでプレーし、94試合に出場して打率.243、1本塁打、34打点、3盗塁を記録した。オフには2年連続でアリゾナ・フォールリーグに参加し、ピオリア・ハベリーナズに所属した。11月20日にはルール・ファイブ・ドラフトでの流出を防ぐために40人枠入りした。
2015年もAA級アクロンでプレーし、65試合に出場して打率.209、2本塁打、17打点、3盗塁を記録した。
2016年2月12日にトミー・ハンターの加入に伴ってDFAとなった。

### ロッキーズ時代
2016年2月18日にウェイバー公示を経てコロラド・ロッキーズへ移籍した。開幕はメジャーで迎え、4月5日のアリゾナ・ダイヤモンドバックス戦で、捕手としての守備から途中出場し、メジャーデビューを果たした。初先発出場となった4月10日のサンディエゴ・パドレス戦で、ジェームズ・シールズから初安打を記録した。71試合に出場し、打率.259、出塁率.327を記録した。守備では盗塁阻止率.308、FRM+11.9、Def+18.2、DRS+5とデビュー1年目から好成績を残した。
2017年はチームが正捕手を固定できない中、捕手陣では最多となる83試合に出場し、打率.240、出塁率.341を記録した。守備面で盗塁阻止率.389、FRM-0.2、Def+8.8、DRS-1を記録した。
2018年はダイヤモンドバックスから移籍してきたクリス・アイアネッタとの併用で出場し、2年ぶりに本塁打を記録するも打率.170、出塁率.292と打撃面では結果を残せなかったが、守備面では盗塁阻止率.268、64試合と前年からは減少するも守備指標でFRM+9.6、Def+14.8、DRS+12と好成績を収めた。
2019年は自己最多となる121試合に出場して打率.262、出塁率.337を記録し、守備面では盗塁阻止率.343、FRM-8.2、Def+3.5を記録するも、DRSではリーグ3位となる+8を記録した。
2020年シーズンの給与として球団側は単年190万ドルを提示したが、ウォルターズは単年247万5000ドルを求めた。2月10日に調停回避の為に公聴会を開き、結果は球団側に軍配が上がり、翌11日に単年190万ドルで契約に合意したことが発表された。オフの12月2日にノンテンダーFAとなった。

### カブス時代
2021年2月11日にピッツバーグ・パイレーツとマイナー契約を結び、スプリングトレーニングに招待選手として参加することになった。3月30日に自ら選んで契約を途中で放棄する「オプトアウト」を行使し、翌31日にシカゴ・カブスと単年のメジャー契約を結んだ。4月14日にDFAとなり、18日にマイナー契約となって代替トレーニング地へ配属された。4月26日に再びメジャー契約を結んでアクティブ・ロースター入りした。5月19日に再びDFAとなり、22日にマイナー契約で傘下のAAA級アイオワ・カブスへ配属された。

### ドジャース時代
2021年12月18日にロサンゼルス・ドジャースとマイナー契約を結び、同日中に傘下のAAA級オクラホマシティ・ドジャースに配属された。
2022年8月12日にメジャー契約を結んで2試合に出場したが、15日にDFA、18日に自由契約となった。23日にマイナー契約を結び直してチームに残留したが、オフの11月10日にFAとなった。

### ツインズ時代
2023年1月3日にミネソタ・ツインズとマイナー契約を結び、7日に傘下のAAA級セントポール・セインツに配属された。この年はAAA級セントポール・セインツで57試合に出場したが、メジャー昇格機会はなかった。オフの11月6日にFAとなった。
2024年1月21日に自身のSNS上で現役引退を発表し、併せて古巣であるロッキーズ傘下のルーキー級ACLロッキーズでコーチ職を引き受けたことも発表した。

## 選手としての特徴
通算盗塁阻止率が3割台を記録し、2019年シーズンにはリーグの捕手最多補殺を記録するなど、守備型の捕手である。
打撃は貧弱であり、MLB通算でも7本塁打しか記録していない。

## 詳細情報

### 年度別打撃成績
| 年 度    | 球 団    | 試 合 | 打 席 | 打 数 | 得 点 | 安 打 | 二 塁 打 | 三 塁 打 | 本 塁 打 | 塁 打 | 打 点 | 盗 塁 | 盗 塁 死 | 犠 打 | 犠 飛 | 四 球 | 敬 遠 | 死 球 | 三 振 | 併 殺 打 | 打 率 | 出 塁 率 | 長 打 率 | O P S |
| -------- | -------- | ----- | ----- | ----- | ----- | ----- | -------- | -------- | -------- | ----- | ----- | ----- | -------- | ----- | ----- | ----- | ----- | ----- | ----- | -------- | ----- | -------- | -------- | ----- |
| 2016     | COL      | 71    | 230   | 205   | 27    | 53    | 15       | 2        | 3        | 81    | 30    | 4     | 1        | 4     | 0     | 21    | 2     | 0     | 53    | 1        | .259  | .327     | .395     | .723  |
| 2017     | COL      | 83    | 266   | 229   | 30    | 55    | 8        | 1        | 0        | 65    | 16    | 0     | 1        | 2     | 0     | 33    | 9     | 2     | 55    | 9        | .240  | .341     | .284     | .625  |
| 2018     | COL      | 74    | 216   | 182   | 19    | 31    | 4        | 4        | 3        | 52    | 27    | 2     | 0        | 0     | 2     | 26    | 2     | 6     | 33    | 6        | .170  | .292     | .286     | .577  |
| 2019     | COL      | 121   | 411   | 359   | 42    | 94    | 17       | 2        | 1        | 118   | 42    | 0     | 1        | 2     | 6     | 36    | 5     | 8     | 68    | 9        | .262  | .337     | .329     | .666  |
| 2020     | COL      | 42    | 109   | 100   | 10    | 23    | 4        | 0        | 0        | 27    | 8     | 0     | 0        | 2     | 0     | 6     | 0     | 1     | 30    | 1        | .230  | .280     | .270     | .550  |
| 2021     | CHC      | 14    | 30    | 24    | 3     | 3     | 0        | 0        | 0        | 3     | 0     | 0     | 1        | 1     | 0     | 5     | 0     | 0     | 12    | 1        | .125  | .276     | .125     | .401  |
| 2022     | LAD      | 2     | 4     | 4     | 0     | 0     | 0        | 0        | 0        | 0     | 0     | 0     | 0        | 0     | 0     | 0     | 0     | 0     | 3     | 0        | .000  | .000     | .000     | .000  |
| MLB：7年 | MLB：7年 | 407   | 1266  | 1103  | 131   | 259   | 48       | 9        | 7        | 346   | 123   | 6     | 4        | 11    | 8     | 127   | 18    | 17    | 254   | 27       | .235  | .321     | .314     | .635  |

### 年度別守備成績
捕手守備
| 年 度 | 球 団 | 捕手（C） | 捕手（C） | 捕手（C） | 捕手（C） | 捕手（C） | 捕手（C） | 捕手（C） | 捕手（C） | 捕手（C） | 捕手（C） | 捕手（C） |
| 年 度 | 球 団 | 試 合     | 刺 殺     | 補 殺     | 失 策     | 併 殺     | 守 備 率  | 捕 逸     | 企 図 数  | 許 盗 塁  | 盗 塁 刺  | 阻 止 率  |
| ----- | ----- | --------- | --------- | --------- | --------- | --------- | --------- | --------- | --------- | --------- | --------- | --------- |
| 2016  | COL   | 59        | 451       | 29        | 6         | 0         | .988      | 3         | 39        | 27        | 12        | .308      |
| 2017  | COL   | 77        | 528       | 43        | 2         | 5         | .997      | 7         | 36        | 22        | 14        | .389      |
| 2018  | COL   | 64        | 488       | 43        | 4         | 5         | .993      | 6         | 41        | 30        | 11        | .268      |
| 2019  | COL   | 112       | 773       | 75        | 1         | 12        | .999      | 4         | 67        | 44        | 23        | .343      |
| 2020  | COL   | 39        | 230       | 13        | 1         | 2         | .996      | 4         | 20        | 17        | 3         | .150      |
| MLB   | MLB   | 351       | 2470      | 203       | 14        | 24        | .995      | 24        | 203       | 140       | 63        | .310      |

内野守備
| 年 度 | 球 団 | 二塁（2B） | 二塁（2B） | 二塁（2B） | 二塁（2B） | 二塁（2B） | 二塁（2B） | 三塁（3B） | 三塁（3B） | 三塁（3B） | 三塁（3B） | 三塁（3B） | 三塁（3B） | 遊撃（SS） | 遊撃（SS） | 遊撃（SS） | 遊撃（SS） | 遊撃（SS） | 遊撃（SS） |
| 年 度 | 球 団 | 試 合      | 刺 殺      | 補 殺      | 失 策      | 併 殺      | 守 備 率   | 試 合      | 刺 殺      | 補 殺      | 失 策      | 併 殺      | 守 備 率   | 試 合      | 刺 殺      | 補 殺      | 失 策      | 併 殺      | 守 備 率   |
| ----- | ----- | ---------- | ---------- | ---------- | ---------- | ---------- | ---------- | ---------- | ---------- | ---------- | ---------- | ---------- | ---------- | ---------- | ---------- | ---------- | ---------- | ---------- | ---------- |
| 2016  | COL   | 7          | 0          | 8          | 0          | 0          | 1.000      | -          | -          | -          | -          | -          | -          | 3          | 0          | 2          | 1          | 1          | .667       |
| 2017  | COL   | 4          | 2          | 5          | 0          | 1          | 1.000      | 1          | 0          | 0          | 0          | 0          | ----       | -          | -          | -          | -          | -          | -          |
| 2018  | COL   | 2          | 1          | 2          | 0          | 1          | 1.000      | 1          | 0          | 0          | 0          | 0          | ----       | -          | -          | -          | -          | -          | -          |
| 2019  | COL   | 8          | 4          | 5          | 0          | 2          | 1.000      | 1          | 1          | 0          | 0          | 0          | 1.000      | -          | -          | -          | -          | -          | -          |
| 2020  | COL   | 4          | 2          | 2          | 0          | 0          | 1.000      | -          | -          | -          | -          | -          | -          | -          | -          | -          | -          | -          | -          |
| MLB   | MLB   | 25         | 9          | 22         | 0          | 4          | 1.000      | 3          | 1          | 0          | 0          | 0          | 1.000      | 3          | 0          | 2          | 1          | 1          | .667       |

左翼守備
| 年 度 | 球 団 | 左翼（LF） | 左翼（LF） | 左翼（LF） | 左翼（LF） | 左翼（LF） | 左翼（LF） |
| 年 度 | 球 団 | 試 合      | 刺 殺      | 補 殺      | 失 策      | 併 殺      | 守 備 率   |
| ----- | ----- | ---------- | ---------- | ---------- | ---------- | ---------- | ---------- |
| 2018  | COL   | 2          | 1          | 0          | 0          | 0          | 1.000      |
| MLB   | MLB   | 2          | 1          | 0          | 0          | 0          | 1.000      |

- 2020年度シーズン終了時
- 各年度の太字はリーグ最高

### 背番号
- 14（2016年 - 2020年）
- 11（2021年）
- 18（2022年）